# مجلس الدفاع المشترك (الجامعة العربية)

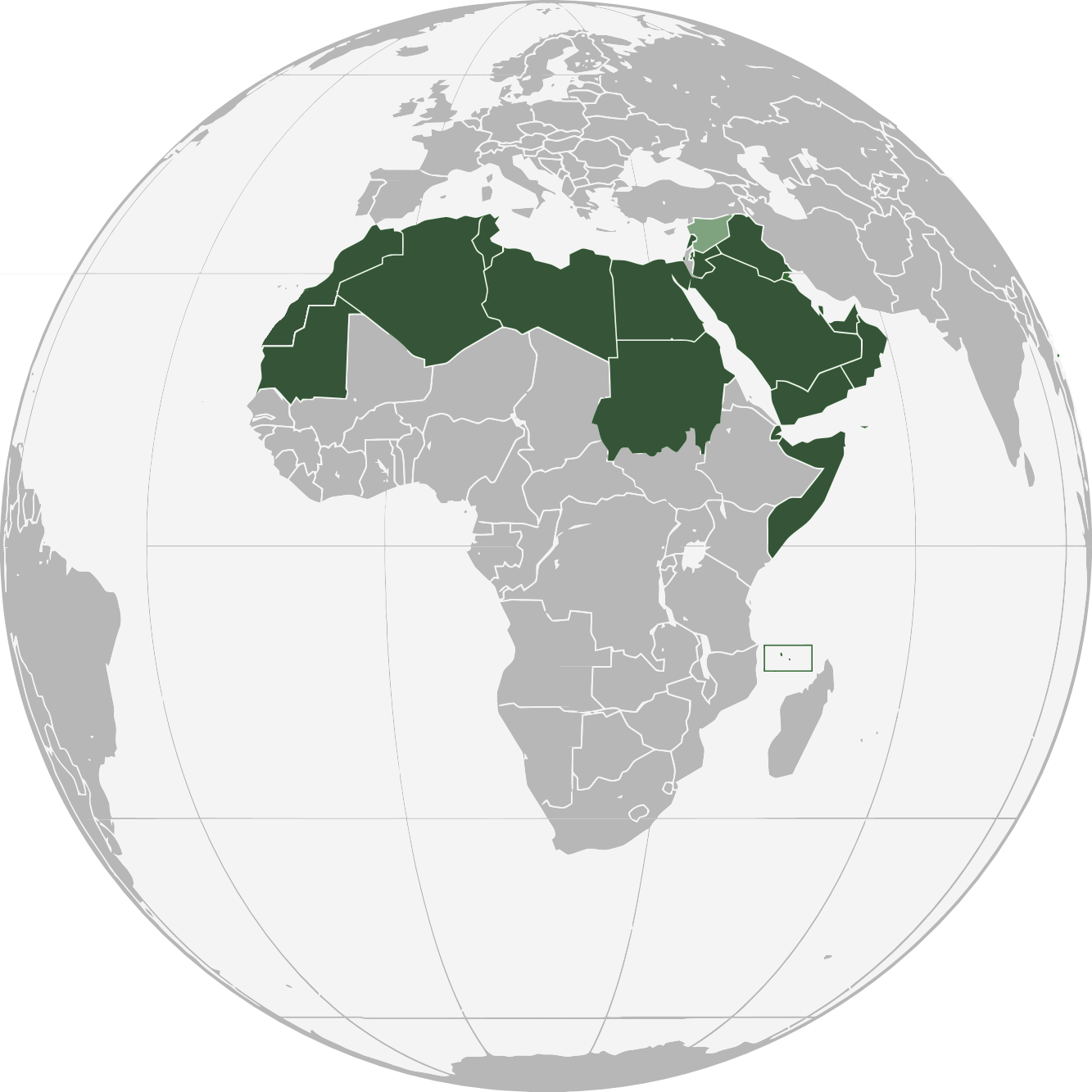

مجلس الدفاع المشترك للجامعة العربية هي مؤسسة معنية انشئت بموجب شروط معاهدة الدفاع العربي المشترك والتعاون الإقتصادي (1950) لتنسيق دفاع مشترك لجامعة الدول العربية.

## بنود المعاهدة والدول الموقعة

### البند الأول
تختص اللجنة العسكرية الدائمة المنصوص عليها في المادة الخامسة من معاهدة الدفاع المشترك والتعاون الاقتصادي بين دول الجامعة العربية بالأمور الآتية:
أ - إعداد الخطط العسكرية لمواجهة جميع الأخطار المتوقعة أو أي اعتداء مسلح يمكن أن يقع على دولة أو أكثر من الدول المتعاقدة أو على قواتها وتستند في إعداد هذه الخطط على الأسس التي يقررها مجلس الدفاع المشترك.
ب - تقديم المقترحات لتنظيم قوات الدول المتعاقدة ولتعيين الحد الأدنى لقوات كل منها حسبما تمليه المقتضيات الحربية وتساعد عليه إمكانيات كل دولة.
ج - تقديم المقترحات لاستثمار موارد الدول المتعاقدة الطبيعية والصناعية والزراعية وغيرها وتنسيقها لصالح المجهود الحربي والدفاع المشترك.
هـ - تنظيم تبادل البعثات التدريبية وتهيئة الخطط للتمارين والمناورات المشتركة بين قوات الدول المتعاقدة وحضور هذه التمارين والمناورات ودراسة نتائجها بقصد اقتراح ما يلزم لتحسين وسائل التعاون في الميدان بين هذه القوات والبلوغ بكفايتها إلى أعلى درجة.
و - إعداد المعلومات والإحصائيات اللازمة عن موارد الدول المتعاقدة وإمكانياتها الحربية ومقدرة قواتها في المجهود الحربي المشترك.
ز - بحث التسهيلات والمساعدات المختلفة التي يمكن أن يطلب إلى كل من الدول المتعاقدة أن تقدمها وقت الحرب إلى جيوش الدول المتعاقدة الأخرى العاملة في أراضيها تنفيذاً لاحكام هذه المعاهدة.

### البند الثاني
يجوز للجنة العسكرية الدائمة تشكيل لجان فرعية دائمة أو مؤقتة من بين أعضائها لبحث أي موضوع من الموضوعات الداخلة في نطاق اختصاصاتها ولها ان تستعين بالأخصائيين في أي موضوع من هذه الموضوعات ترى ضرورة الاستعانة بخبراتهم أو برأيهم فيه.

### البند الثالث
ترفع اللجنة العسكرية الدائمة تقارير مفصلة عن نتيجة بحوثها وأعمالها إلى مجلس الدفاع المشترك المنصوص عليه في المادة السادسة من هذه المعاهدة كما ترفع إليه تقارير سنوية ما أنجزته خلال العام من هذه البحوث والأعمال.

### البند الرابع
تكون القاهرة مقراً للجنة العسكرية الدائمة وللجنة مع ذلك ان تعقد اجتماعاتها في أي مكان آخر تعينه وتنتخب اللجنة رئيسها من بين أعضائها لمدة عامين ويمكن تجديد انتخابه ويشترط في الرئيس ان يكون على الأصل من الضباط القادة من الضباط العظام.
ومن المتفق عليه أن يكون جميع أعضاء هذه اللجنة من ذوي الجنسية الأصلية لاحدى الدول المتعاقدة.

### البند الخامس
تكون القيادة العامة لجميع القوات العاملة في الميدان من حق الدولة التي تكون قواتها المشتركة في العمليات أكثر إعدادا وعدة من كل من قوات الدول الأخرى إلا إذا تم اختيار القائد العام على وجه آخر بإجماع آراء حكومات الدول المتعاقدة.
ويعاون القائد العام في إدارة العمليات الحربية هيئة أركان مشتركة.

### إمضاءات
عن المملكة الأردنية الهاشمية: عونى عبد الهادي.
عن الجمهورية السورية: ناظم القدسي.
عن المملكة العراقية: ؟؟.
عنالمملكة العربية السعودية: يوسف ياسين.
عن الجمهورية اللبنانية: رياض الصلح.
عن المملكة المصرية: مصطفى النحاس. محمد صلاح الدين.
عن المملكة اليمنية: السيد علي المؤيد.
بروتوكول اضافي 1 لمعاهدة الدفاع المشترك والتعاون الاقتصادي
بين دول الجامعة العربية وملحقها العسكري
يعتبر أي عدوان على أي دولة موقعة على البروتوكول عدواناً على باقي الدول وأي مساس بدولة من الدول الموقعة على البروتوكول مساساً صريحاً بباقي الدول الموقعة على البروتوكول
تؤلف هيئة استشارية عسكرية من رؤساء أركان حرب جيوش الدول المتعاقدة للإشراف على اللجنة العسكرية الدائمة المنصوص عليها في المادة الخامسة من المعاهدة ولتوجيهها في جميع اختصاصاتها المبينة في البند الأول من الملحق العسكري.
وتعرض عليها تقارير اللجنة العسكرية الدائمة ومقترحاتها لاقرارها قبل رفعها إلى مجلس الدفاع المشترك المنصوص عليه في المادة السادسة من المعاهدة.
وتقوم الهيئة الاستشارية العسكرية برفع تقاريرها ومقترحاتها عن جميع وظائفها إلى مجلس الدفاع المشترك للنظر فيها واقرارها ما يقتضي الحال اقراره منها.
ويكون لهذا البروتوكول قبل الدول الموقعة عليه نفس القوة والاثر اللذين للمعاهدة وملحقها وخاصة فيما يتعلق بتنفيذ احكام المادتين الخامسة والسادسة من المعاهدة والبند الثالث من ملحقها العسكري.
المملكة الأردنية الهاشمية
الجمهورية السورية
المملكة العراقية
المملكة العربية السعودية
الجمهورية الفلسطينية
الجمهورية اللبنانية
المملكة المصرية
المملكة المتوكلية اليمنية